# Sylwia Grzeszczak
Sylwia Grzeszczak, née à Poznań le 7 avril 1989, est une chanteuse et pianiste polonaise. 

## Biographie
Sylwia Karolina Grzeszczak a participé a un concours en Pologne sous le nom de "Idol" à seize ans. C'est là qu'a commencé sa carrière. Elle est participante de la version locale de Pop Idol. 
Elle a commencé les petites chansons puis elle a fait un duo avec le chanteur polonais "Liber" avec qui elle est en couple dans la vie de tous les jours. Désormais elle fait ses propres chansons qui connaissent un certain succès dans son pays.
Sylwia Grzeszczak travaille actuellement[Quand ?] pour EMI Music Poland.

## Discographie
- Ona i On, 2008
- Sen o przyszłości, 2011
- Komponując siebie, 2013
- Flirt
- Karuzela
- Nowy ty , nowa ja
- Kiedy tylko spojrze
- Tecza
- Bajka
- Flagi serc
- Pozyczony
- Male Rzeczy
- Co z nami bedzien
- Ksiezniczka
- Tamta dziewczyna